# Melodía interrumpida
Melodía interrumpida (en inglés, Interrupted Melody) es una película dramática estadounidense de 1955 dirigida por Curtis Bernhardt y protagonizada por Glenn Ford, Eleanor Parker, Roger Moore y Cecil Kellaway. La película fue producida por la Metro-Goldwyn-Mayer de Jack Cummings basada en la autobiografía de Marjorie Lawrence y guionizada por Sonya Levien y William Ludwig. Cuenta la historia y el ascenso de Lawrence como diva de la ópera y su triunfo sobre la polio con la ayuda de su marido. Las secuencias operísticas fueron preparadas por Vladimir Rosing mientras que Eileen Farrell dobló a Parker en estas escenas.

## Argumento
La historia cuenta la trayectoria de Marjorie (Eleanor Parker), su éxito y su matrimonio con el doctor Thomas King (Glenn Ford). Mientras realiza una gira por Sudamérica en 1941, Lawrence contrajo de polio, que supuso un parón en su carrera. Con la ayuda de su esposo, regresa triunfalmente a la ópera y a los conciertos, comenzando por cantar para los soldados hospitalizados y las tropas en el extranjero. Regresa a la Metropolitan Opera, apareciendo en una producción completa de Tristan und Isolde de Wagner.

## Reparto
- Glenn Ford como Dr. Thomas King
- Eleanor Parker como Marjorie Lawrence
- Roger Moore como Cyril Lawrence
- Cecil Kellaway como Bill Lawrence
- Peter Leeds como Dr. Ed Ryson
- Evelyn Ellis como Clara
- Walter Baldwin como Jim Owens
- Ann Codee como Mme. Cécile Gilly
- Leopold Sachse  como él mismo
- Stephen Bekassy como Conde Claude des Vignaux

## Producción
En 1947 se dio a conocer que Marjorie Lawrence había escrito su autobiografía titulada Interrupted Melody, y que deseaba que Greer Garson le interpretara. El libro fue publicada en 1950. El Chicago Tribune lo tituló como "fascinante".
En junio de 1951, MGM, que acababa de tener un gran éxito con "El gran Caruso", otra película biográfica de una estrella de ópera, anunció que había comprado los derechos del libro. Jack Cummings iba a producir, y Kathryn Grayson era una posible estrella. Otras posibles candidatas eran Greer Garson y Deborah Kerr, que podrían usar la voz de Lawrence. Lawrence voló a Hollywood en julio para discutir con Cummings y Sonya Levien, que hizo el script. En diciembre, MGM anunció que Lana Turner interpretaría como protagonistas el rodaje en febrero. De todas maneras, el rodaje no empezó. En julio de 1952, MGM dijo que Garson interpretaría el papel principal y William Ludwig estaba trabajando en el guion. En febrero de 1953 el estudio pospuso nuevamente la producción. En diciembre de 1953, la película se volvió a colocar en el calendario de MGM con Garson en el reparto.
El 7 de abril de 1954, The New York Times anunció que Eleanor Parker formaría parte del reparto porque las otras candidatas, con la excepción de Lana Turner, habían abandonado MGM. El artículo también recogía que Lawrence había grabado las canciones para el film. El rodaje comenzó el septiembre de 1954. Según Parker, los directores no podían utilizar la voz de Marjorie Lawrence, porque ella había perdido porque había perdido su registro superior. Parker sabía leer música y tenía una voz firme de soprano con un tono perfecto. Se preparó para el canto de su papel escuchando los números durante semanas, y los cantó durante la filmación en voz alta en lugar de sincronizar los labios. Las piezas fueron dobladas al final por Eileen Farrell, que aparece en el film como una estudiante que lucha por alcanzar una nota alta en una escena con la profesora de canto Mme. Gilly (Ann Codee) .
Glenn Ford solo aparecería en la película si tenía el mejor sueldo. Parker dice: "Quería hacer lo correcto para la película, así que dije: 'Que se quede con el sueldo más alto'". Glenn era una especie de hombre difícil, pero era el indicado para la película y era un actor muy bueno ".
Se le otorgó un papel secundario clave a Roger Moore, que acababa de hacer "La última vez que vi París" para MGM y que había sido contratado por el estudio..
El rodaje acabó en noviembre de 1954 y se preestrenó en enero de 1955.

## Premios y distinciones
Premios Óscar
| Año  | Categoría                                  | Persona                       | Resultado |
| ---- | ------------------------------------------ | ----------------------------- | --------- |
| 1956 | Óscar a la mejor actriz                    | Eleanor Parker                | Nominada  |
| 1956 | Óscar a la mejor argumento y guion         | William Ludwig y Sonya Levien | Ganadores |
| 1956 | Óscar al mejor diseño de vestuario - Color | Helen Rose                    | Nominado  |